# Gerrit Rombout
Gerrit Rombout (Dongjum, 18 augustus 1930 - Heerenveen, 20 mei 2020) was een Nederlands politicus van de Partij van de Arbeid.

## Loopbaan
Rombout werkte voor zijn burgemeesterschap zes jaar bij een provincie. Daarvoor werkte hij als ambtenaar bij een gemeentesecretarie. In 1967 verruilde Rombout het provinciehuis voor het burgemeesterschap van Vlieland waar hij indirect Adriaan Anker opvolgde. In 1976 werd Rombout als burgemeester benoemd in de gemeente het Bildt. Hier volgde hij Geert van Veenen (ARP) op. In 1983 verruilde Rombout zijn burgemeesterschap voor het bedrijfsleven: hij werd directeur van Rederij Doeksen. In 1989 trok hij zich terug als directeur van Rederij Doeksen, maar hij bleef wel verbonden aan de raad van bestuur waar hij voor zijn aanstelling al een commissarisfunctie bekleedde.